# La Nouvelle Souricière
Pour plus de détails, voir Fiche technique et Distribution.
La Nouvelle Souricière (Shutter Bugged Cat) est un cartoon de Tom et Jerry réalisé par Tom Ray, produit par la Metro-Goldwyn-Mayer sorti en 1967.

## Musique
- Eugene Poddany